# Conceição dos Ouros
Conceição dos Ouros là một đô thị thuộc bang Minas Gerais, Brasil. Đô thị này có diện tích 182,673 km², dân số năm 2007 là 10204 người, mật độ 53,9 người/km².